# Hans Engström
Hans Ernst Engström, född 10 augusti 1923 i Engelbrekts församling i Stockholm, död 30 december 2002 i Kuesnacht i Schweiz, var en svensk direktör.
Engström var son till direktören Ernst Engström och Karin, ogift Freyschuss. Efter studentexamen 1943 och examen från Schartaus handelsinstitut 1945 studerade han vid universitetet i Lausanne. Han var direktör för Bröderna Engströms Elektronik AB från 1958 samt ordförande i företagets bolagsstyrelse. Han var styrelseledamot i Elvärme AB i Bromma och i AB Bemex i Stockholm. Engström var engagerad i Älgö tennisklubb där han satt i styrelsen från 1950.
Han var 1948–1974 gift med Gunvor Gynther (1925–2014), omgift med Gunnar Sjöholm samt dotter till direktören Knut Gynther och Dagmar Björklund. Tillsammans fick de döttrarna Caroline (född 1950) och Madeleine (född 1953). Han gifte 1974 om sig med Britt Ingegerd Lindgren (född 1938). Hans Engström är begravd i Engströms familjegrav på Norra begravningsplatsen i Stockholm.